# Louisa Harland
Louisa Harland, född 31 januari 1993 i Dublin, är en irländsk skådespelare.
Harland har bland annat medverkat i TV-serierna Derry Girls och Renegade Nell. Hon har även medverkat i filmen Boys from County Hell.

## Filmografi (i urval)
- 2018–2022 – Derry Girls (TV-serie)
- 2020 – Boys from County Hell
- 2024 – Renegade Nell (TV-serie)